# Telemaco Signorini
Telemaco Signorini (Firenze, 18 agosto 1835 – Firenze, 10 febbraio 1901) è stato un pittore e incisore italiano. Fu esponente della scuola artistica dei macchiaioli.

## Biografia
Telemaco Signorini nacque il 18 agosto 1835 a Firenze, figlio di Giustina Santoni e Giovanni Signorini, stimato pittore paesaggista al servizio del granduca di Toscana Leopoldo II.
Dopo aver tentato gli studi classici, il giovane Telemaco passò alla pittura, assecondando così il volere del padre, sotto la cui guida iniziò la sua formazione. Nel 1852 si iscrisse all'Accademia di Belle Arti, anche se seguì svogliatamente i suoi corsi: nel suo animo, infatti, sorse ben presto una naturale insofferenza alle rigidezze convenzionali dell'ambiente accademico.
Già nel 1856, infatti, Signorini avrebbe lasciato gli studi artistici, svincolandosi così dagli schematismi accademici e approdando alla pittura en plein air, che esercitò insieme agli amici Odoardo Borrani e Vincenzo Cabianca.

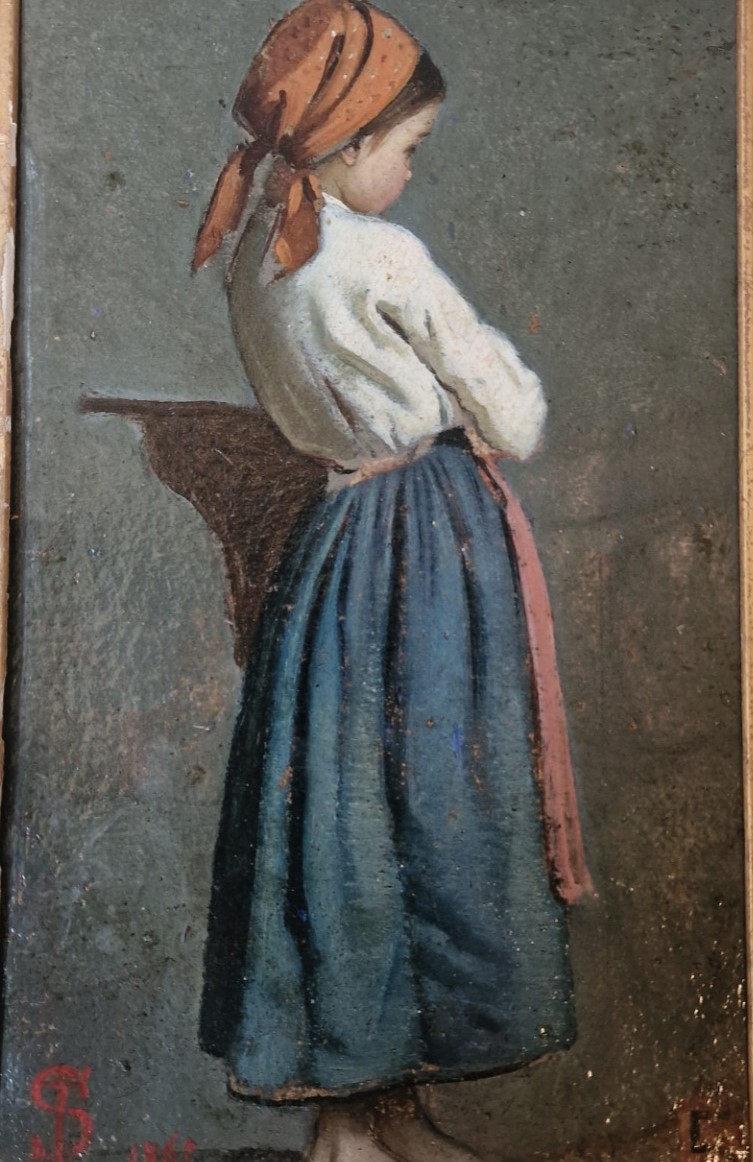
Telemaco Signorini, "La contadinella, 1865, 26 x 15 cm, ex collezioni Mario Galli e Mario Borgiotti, collezione privata (Milano).

Nel 1855 iniziò a partecipare ai festosi e turbolenti incontri del Caffè Michelangelo, proprio nell'anno in cui Saverio Altamura sperimentava le novità della "macchia". Totalmente immerso nella sua vocazione e in una profonda inquietudine creativa, Signorini in questo periodo viaggiò parecchio. Dopo aver compiuto nel 1856 un viaggio di studio a Venezia in compagnia di Vito D'Ancona si sarebbe recato in Emilia Romagna, in Lombardia, in Piemonte, sui laghi, nuovamente a Venezia, a Ferrara, arrivando nel 1859 persino ad arruolarsi come volontario dell'esercito garibaldino.
Un viaggio molto importante per la sua arte fu quello che, con Vincenzo Cabianca e Cristiano Banti, fece nel 1859 a La Spezia dove ritrasse i borghi di Pitelli, San Terenzo, Vezzano Ligure, Lerici, Sarzana, Riomaggiore la costa delle Cinque Terre nella prospettiva di dare un nuovo impulso alla propria pittura, dotandola di vigorosi contrasti tra le luci e le ombre, in grado di definire la "macchia" di colore come l'elemento costitutivo dell'opera.

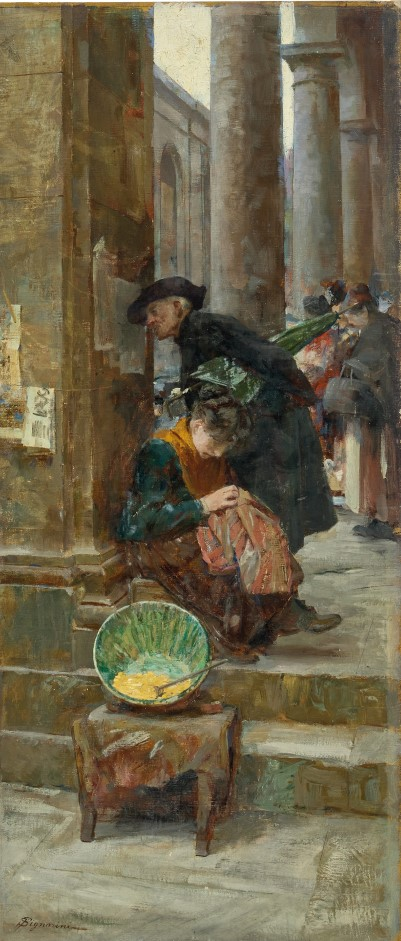
Telemaco Signorini, Il mercato di San Lorenzo, 36 x 82 cm, collezione privata, Roma.

Lo stesso Signorini scrisse: «Al mio ritorno in Firenze, ebbi i miei primi lavori rigettati dalla nostra Promotrice (Accademia di Belle Arti in Firenze) per eccessiva violenza di chiaroscuro e fui attaccato dai giornali come macchiajuolo». Nel frattempo licenziò diversi dipinti a soggetto militare che riscossero un certo grado di consenso.
Nel 1861, con Cabianca e Banti, Signorini si recò a Parigi, dove strinse amicizia con Jean-Baptiste Camille Corot e Constant Troyon si entusiasmò per il realismo di Courbet. 

Ritornato in Italia soggiornò per un breve periodo a Castiglioncello, ospite di Diego Martelli insieme ad altri macchiaioli, per poi fondare col Lega e col Borrani la cosiddetta «scuola di Piagentina», dal nome della località fiorentina dove erano soliti dipingere all'aperto, prendendo ispirazione dalla natura e dalla sua poetica mutevolezza stagionale. Di questi anni sono le Pazze (1865) e il Novembre (1870).
Fu poi a Napoli nel 1870 e 1871, ma visitò ripetutamente anche Cenisio, l'Elba e soprattutto Riomaggiore, dove lavorò alacremente nell'intenzione di rinnovare la propria visione pittorica.
Negli ultimi anni Signorini si recò assiduamente a Parigi, dove entrò in contatto con De Nittis e con la pittura impressionista ed i suoi maggiori esponenti, quali Degas, Manet, e Monet, subendone un influsso del tutto particolare e avvertibile in molte sue opere (come Porta Adriana a Ravenna e Pioggia d'estate a Settignano). 

Intanto continuò a viaggiare instancabilmente, recandosi anche nelle zone della Marna e della Senna nel 1873-1874, in Inghilterra e Scozia nel 1881. 
Morì a Firenze il 10 febbraio 1901.

## Alcune opere
- Il merciaio di La Spezia (1859)
- L’artiglieria toscana a Montechiaro salutata dai francesi feriti a Solferino (1860)
- Il quartiere degli israeliti a Venezia (1860)
- Pascoli a Castiglioncello (1861)
- L'Alzaia (1864)
- La sala delle agitate nell'ospizio di San Bonifacio (1865)
- Aspettando (1867)
- Comms la Ville (1873)
- Una via di Ravenna (1876)
- Strada di Borgo Montanaro (1879)
- Figure sulle scale a Piancastagnaio (1880)
- Settignano (1880)
- Ponte vecchio (1880)
- Bigherinaie a Settignano (1880-84)
- Leith (1881)
- Via del fuoco (1882)
- Il ghetto di Firenze (1882)
- Sulle colline a Settignano (1885)
- Bagno penale a Portoferraio (1888-94)
- Scalo a Riomaggiore (1890-95)
- A riposo a Riomaggiore (1892-94)
- Chiacchiere a Riomaggiore (1894)
- La toilette del mattino (1898)
- Ponte a Vigo a Chioggia (1897-1898)